# Alianța Românilor din Voivodina
Alianța Românilor din Voivodina (ARV) este partidul politic al minorității române din Provincia Autonomă Voivodina. Președintele partidului este Viorel Besu. Vicepreședintele alianței este Costa Roșu. Statutul prevede ca sediul ARV să fie la Novi Sad.
Partidul are comitete locale în Satu Nou (plasa Panciova), Iancaid (plasa Becicherecul Mare), Novi Sad, Petrovasâla (plasa Alibunar), Panciova și Torac (plasa Jitiște).
La ședința președinției partidului din 10 august 2005 s-a decis înființarea mai multor departamente în cadrul partidului: Departamentul pentru drepturile femeilor, Departamentul pentru tineret, Departamentul juridic, Departamentul pentru cultură, Departamentul pentru culte și Departamentul pentru relații politice.
Un membru marcant al partidului este vicepreședintele Nicu Ciobanu. Alianța Românilor din Voivodina trimite reprezentanți în Consiliul Național al Minorității Române.